# Rajka
Rajka is een plaats (község) en gemeente in het Hongaarse comitaat Győr-Moson-Sopron. Rajka telt 2616 inwoners (2001).
In het verleden was Rajka onder de Duitse naam Ragendorf bekend en woonden er ook veel Duitstaligen. Tegenwoordig is bijna de helft van de bevolking Slowaakstalig, vanaf de jaren na 2004 kwamen er steeds meer forensen wonen die in het nabijgelegen Bratislava werken.